# 신이 없는 일요일
《신이 없는 일요일》(일본어: 神さまのいない日曜日)은 이리에 키미히토가 쓴 일본의 라이트 노벨이다. 삽화는 시노가 담당했다. 줄여서 카미나이(神ない), 카미니치(神日) 등으로 부른다. 2009년 제 21회 일본 판타지아 대상을 수상하였으며 2010년 1월부터 후지미 판타지아 문고(후지미 쇼보)를 통해 발간되었다.
《월간 드래건 에이지》(후지미 쇼보)의 2010년 11월 호부터 2013년 8월 호까지 아바라 헤이키가 작화를 맡아 만화 판이 연재되었다. 같은 해 12월 19일에는 마리 엔터테인먼트를 통해 드라마 CD가 발매되었다. 2013년 7월 TV 애니메이션 방송이 시작되었다.

## 줄거리
15년 전부터 더 이상 사람들이 태어나지 않게 되었으며, 동시에 죽은 자들이 살아 생전처럼 움직이는 세계가 되었다. 그 세계에서 아이는 묘지기(죽은 자에게 안식을 주는 직업)로서 마을 사람들의 존경을 받고 있다. 그러나 어느날 찾아 온 식인 장난감이라 스스로를 밝힌 존재로부터 모든 일의 진상을 알게된다. 살고 있던 마을 주민은 전부 죽은 자들이며, 그녀가 믿고 있던 양친에 대한 사실들도 거짓이었다. 그녀는 그들을 애도한 후에 파탄해가고 있는 세계를 구하기 위해 결심을 하고는 같은 묘지기인 상처를 가진 자와 식인 장난감을 쫓아온 유리와 함께 여행을 떠난다.

## 등장 인물
드라마 CD판과 애니메이션 판의 성우가 다른 경우만 따로 표기. 그 외에는 같음.

### 주요 인물
아이 아스틴(Ai Astin)
성우 - 토요사키 아키
사자의 계곡(네크로폴리스) 출신 묘지기와 인간의 하프. 12세 소녀.
8살에 친어머니(아르파)를 잃고, 요키와 안나에 의해 키워졌으나, 함프니의 습격으로 마을이 괴멸되자 어쩔 수 없이 세계의 진실과 마주하게 된다.
사용 무기는 샤벨. 이 샤벨은 어머니의 유품. 묘지기 특유의 초신체능력을 가지고 있다. 정신적으로는 그 나이 또래와 비슷하나 세계를 구하려는 장대한 꿈을 품고 “포기하기 전까진 포기하지 않아”라고 단언할 정도로 강한 의지를 가지고 있다.
그러나 지나치게 강한 그 의지는 광기에 가까울 정도로 위태로워 유리나 여행을 통해 만나게되는 사람들에게서 충고를 듣곤 한다.
단순하게 생과 사의 이치를 되돌리는 것으로는 세계를 구할 수 없다는 사실이 아이로 하여금 “세계를 구한다”는 꿈을 여러번 좌절하게 만든다. 결국 5권에서는 치명적인 실패를 하여 완전히 좌절해버린다.
식인 장난감(함프니 함바트, Hampnie Hambart)／키즈나 아스틴(Kizuna Astin)
성우 - 나미카와 다이스케
불노불사의 청년으로 알비노체질이라 피부가 희며, 태양 빛에 약하다. 본인이 직접 말하길 32~33살.
죽은 자의 존재를 용서하지 못하고 방랑하면서 죽은 자를 모조리 사냥하고 있다. 이 때문에 식인 장난감(함프니 함바트)라는 별명이 붙었다. 하나라는 이름의 여자를 찾고 있다.
어떤 마을을 지나던 때에 그곳 주민들(죽은 자들)로부터 습격을 받자 스스로 정한 룰에 따라 그들을 괴멸시키는 것이 스토리의 시작이다.
그의 이능력은 불노불사. 사망해도 죽은 자가 되지 않으며 상처 하나 없는 상태로 되살아난다. 아이와 만나기 전까지는 “한 번 죽는 것으로 건강한 원래 상태로 돌아간다”며 악취미적으로 능력을 이용하고 있었다.
그의 근원의 바람은 “행복하게 죽는 것”이며, 그가 바라는 죽음의 조건 모두를 충족했을 경우 이 불사 능력은 사라진다.
1권 끝부분에 “아내를 잃고, 딸을 울리고, 친구와 묘지기에게 신세를지고, 미련을 남기다”라는 바람대로 죽음을 맞이해버리며 다른 산 자들이 그랬듯이 그도 죽은 자로서 되살아난다. 함프니는 죽은 자를 용서하지 않기에 자신도 예외가 아니지만 단 하루만 그 룰을 꺾고 아버지로서 아이에게 다가가 딸의 손에 매장된다.
아르파／하나 아스틴(Hana Astin)
성우 - 고토 유코(드라마 CD판) / 사토 리나(애니메이션 판).
아이의 친어머니. 마을 사람들로부터 살아 생전에는 당찬 인상의 묘지기였다는 얘기를 듣곤 한다. 사실 감정을 가지고 있는 등 “망가진” 묘지기이다. 용모는 아이가 16살 정도로 커진다면 그녀와 같은 모습이 될 거라고 한다.
지옥과 같은 세상 속에서도 사람들이 희망을 가지는 장소로써의 “천국”을 만든 장본인. 하나 자신은 이것은 어디까지나 자신의 일이며, 아이에게는 아이만의 미래가 있다고 생각하고 있다.
스토리 시작 4년 전에 사망한다. “원초의 묘지기”로도 일컬어지며 아이가 스카보다도 상위 개체인 것으로부터 어머니인 그녀 역시도 특수한 존재였을 거라 생각되나 자세한 이야기는 불명.
상처를 가진 자(스카, Scar)
성우 - 노토 마미코
묘지기 여성. 오른쪽 눈썹에서 눈꺼풀까지 상처를 가지고 있어 상처를 가진 자(스카)라고 불린다. 본인도 그렇게 불리는 것을 좋아한다. 함프니의 판단으로는 초대 묘지기라 한다.
이 세계에서 말하는 이른바 ”보통의 묘지기”. 언제나 웃는 얼굴로 대답하면서도 감정과 같은 종류의 것을 가지고 있지 않으며 완력이 강하다. 살아있는 자들로부터의 “질문, 검색”에는 기계적인 대응을 한다.
그러나 “상처를 가진 자”라는 이름을 소중하게 생각하고 아이를 보면서 “묘지기의 기능을 뛰어넘고 싶어”라고 바라는 등 일반적인 묘지기에게는 볼 수 없는 면도 가지고 있다.
2권에서 세리카의 목소리에 이끌려 묘지기이면서도 사람의 어머니가 되었다. 죽은 자가 존재하지 않는 오스티아에서도 자아를 유지할 수 있어 단순한 묘지기를 초월한 능력을 계속 보인다.

### 사자의 계곡(네크로폴리스)의 주민
마을의 이름은 등장하지 않으나 원작 제 1권에 마을의 통칭명은 기제되어 있다. 원초의 묘지기 아르파가 주도해 만든 살아있는 자와 죽은 자가 공존하는 천국.
처음에는 완전하게 기능하고 있었으나 4년 전에 아르파가 사망함과 동시에 시스템이 붕괴되었다. 아이의 존재로 묘지기의 정기 순회를 회피할 수 있었으며, 마을을 방문하는 자를 습격해 존속을 꾀하는 죽은 자의 계곡이 되어버렸다.
결국 마을을 지나가던 함프니에게 손을 뻗치다가 반격당해 괴멸당한다. 47명의 마을 사람들 모두 아이가 매장해주었다.
요키(Yōki)
성우 - 노지마 히로후미
아이를 돌보는 청년. 아이의 양아버지와 같은 존재. 안나와는 부부.
“마을”에 유일한 살아있는 자. 다른 살아있는 자를 먹고 존속하는 마을의 악마적인 부분과, 그를 위해 마을 사람들이 아이를 이용해 먹고 있는 현실에 근심하고 있다.
함프니 습격 시에 그가 놓아주었으나, 안나를 쫓아가 자살한다. 시체는 안나와 같은 묘에 매장되었다.
안나(Anna)
성우 - 와타나베 아케노
아이를 돌보주던 여성. 아이의 양엄마와 같은 존재. 요키와 부부 사이.
죽은 자이기에 썩는 냄새를 숨기기 위해 향수를 항상 사용하고 있다. 요키와 같은 정직한 성격이라 아이를 마을로부터 떨어뜨려 놓는 것이 아이를 위한 것이라고 생각하고 있다
함프니의 습격으로 머리에 구멍이 뚫려 죽는다. 시체는 요키와 같은 묘에 매장되었다.
유토(Yūto)
성우 - 마루야마 에이지
아이와 친했던 농부. 아이는 그를 무뚝뚝했지만 그 목소리 어딘가에 다정함이 느낄 수 있었다고 말한다.
죽은 자가 되어 생존 본능만이 극대화되어 멋대로 행동하게 되는 것을 숨겨왔다. 몸을 앞세워 아이를 보호하려는 자세에는 함프니도 감탄한다.
함프니의 습격으로 머리에 구멍이 뚫려 죽었으며, 시체는 불타버렸다. 아이가 그 재를 매장했다.
히코츠(Hikōtsu)
성우 - 요시노 히로유키
천국을 목표로하는 죽은 자들의 리더. 함프니에 의하면 그는 벌써 살아 생전의 모습과는 달리 살인충동을 가지고 있으며, 뇌의 부패가 상당히 진행되었고, 언동이 파탄된 상태이다.
함프니가 죽은 자를 용서치 않는 모습을 보고는 그는 아무런 근거도 없이 함프니의 모습에 자신을 미화시켜 투영하고는 “나라면 함프니를 죽일 수 있다”고 호언 장담하며 깝친다. 함프니의 바람을 듣고는 정신 착란을 일으키고 천국이 붕괴하는 것에 절망할 정도의 인간성은 남아있는 듯 하다.
그들 집단의 반은 함프니의 자폭으로 섬멸되었다. 남은 자들도 아이와 유리에게 소탕된다. 딱히 언급되지는 않았으나 그들의 시체는 매장되었다고 보여진다.

### 사령도시 오르타스
울라 에울레우스 헤크마티카(Ulla Euleus Hecmatika)
성우 - 코마츠 미카코
오르타스의 공주. 통칭 “코로시오하케”.
공식적으로 모습을 드러낼 때에는 언제나 눈가리개와 마스크를 착용해 얼굴을 막고 있다. 사실 그녀는 그녀를 본 자, 말을 건 자, 만진 자 중 살아있는 자를 모조리 죽이는 능력을 가지고 있기 때문이다. 이 때문에 오르타스에서 그녀가 유일한 살아있는 자였고, 이러한 사실을 아이와 만나고서 처음 알게 되었다.
키리코 즈브레스카(Kiriko Zubreska)
성우 - 카키하라 테츠야
울라를 섬기는 소년. 사실은 “고국(오리아스)”, “악역(폭스)”, “강공(렉스)”, “홍설(디바)”, “절검(벨에라)”라는 5인의 죽은 자 결격오망성(라프스타)로부터 급한대로 긁어 모아 만든 인조인간.
세리카 헤크마티카
울라의 쌍둥이 언니. 동생과는 달리 이 세상에 태어난 이후 전혀 나이를 먹지 않은 아기 상태였으나 오르타스의 죽은 자를 모두 없애자 성장을 하였으며 상처를 가진 자를 어머니로 인식한다.
샷드
성우 - 키무라 료헤이
울라의 가면을 만든 장인으로 라이온씨라 불린다.

### 고라 학원 반 친구들
타냐 스웻지우드(Tanya Swedgewood)
성우 - 이마이 아사미
원작 3권부터 등장
시력이 전혀 없는 Q클래스의 위원장.
이능력은 풍경을 소리로 감지하는 “영리안(零里眼)”
룬 사지타리우스(Run Sagittarius)
성우 – 타카하시 미나미(高橋未奈美)
푸른 머리카락의 소녀. 이능력은 “수중호흡”
볼라스 파렌(Volrath Fahren)
성우 - 하라 사유리
사체조정사 견습생인 안경 소녀.
이능력은 “초악력(超握力)”
하디
볼라스의 연인.
미미에타 게덴버그(Mimieta Gedenburg), 메메포 게덴버그(Memepo Gedenburg)
성우 - 카쿠마 아이
귀족의 딸의 세 쌍둥이.
이능력은 2명의 몸을 3명이 공유하는 “1.5중 인격”
기기 토토기
22세 남성. 10년간 동면 상태로 지내던 중 발견되었기 때문에 겉모습은 12살 정도로 보인다.

### 봉인 도시 오스티아
알리스 칼라(Alis Color)
성우 - 우치야마 코우키
원작 제 3권부터 등장(정확히는 원작 2권 최종 페이지에 등장)
이능력은 노리고 있는 장소로 사냥감을 날러벼리는 “권총먹기(버저비터)”
작중에서는 신체의 한계를 뛰어넘어 무리하는 것으로 능력을 증폭시킴. 8권에서는 나인을 죽이기위해 심장을 던져 은빛 총알을 만들어내 그대로 날렸다.
(여담으로 이 총알이 아이가 죽은 이유이다.)
디 엔지 스트라트미토스(Dee Ensy Stratmitos)
성우 - 키타무라 에리
원작 제 3권부터 등장
서쪽의 마녀. “유령”

### 이능력자
진(더스트 빌리버)
죽은 자의 나라, 오르타스의 독립대사. 홍(紅)의 귀부인.
노이레휀
살아있는 자의 나라, 훼르미고라의 귀족. 부유(浮遊)하는 소년.
마키아 일렉토스
통칭 ”파괴권(브로큰 피스트)”

### 마녀여단(카븐)
마담 익스프레스 레기온즈 헤이브
숀

## 설정
세계관
본편이 시작되기 15년 전 즈음, 사람이 죽지 않게 되고, 사람 사이에서 아이가 태어나지 않게 되었다.
그리하여 도처에서 죽은 자를 묻기 위해 묘지기가 나타났으며, 마음 속 깊은 바람이 “이능력”이라는 형태로 이루어지게 되었다.
죽은 자
사망해 죽은 몸이 되었음에도 불구하고 활동하는 존재. 세계 전체로는 역병의 유행으로 2억 정도의 인구가 존재하며 전체로 보면 소수파이다.
죽은 자는 생전의 기억과 인격 그대로 되살아나며, 얼마 동안은 살아 생전과 차이가 없으나, 몸이 “생명 활동을 정지한 죽은 몸”이라는 사실은 변하지 않기 때문에 시간이 지날 수록 육체는 부패하기 시작한다.
이 부패에는 죽은 자의 뇌도 예외가 아니기 때문에 전두엽을 시초로 이성을 유지하도록 해주는 기관부터 순서대로 기능이 저하되어가며, 결국에는 생존 본능만이 극대화되어 멋대로 행동하게 된다.
살아 있는 자와 같이 생존 활동을 뇌에 의존하고 있기 때문에, 머리 부분을 파괴하면 물리적으로 움직일 수 없게 된다. 그러나 묘지기에게 매장되기까지는 진정한 의미로는 죽은 것이 아니다.
묘지기
아름다운 외관을 가진 사람 형태의 존재. 공통적으로 죽은 자를 묻기 위해 스코프를 휴대하고 있다.
죽은 자를 묻는 것을 최고의 행동이념으로 삼고 있으며 원칙적으로는 죽은 자의 의사와 상관 없이 강제로 매장한다.
총 숫자는 밝혀진 바 없으나 함프니가 “파리보다도 지조도 없이 솟아나고 있다”고 평가한 것에서 알 수 있듯이, 번개를 동반하면서 허공에서부터 같은 얼굴의 묘지기가 대량으로 출현하는 것이 확인되었다.
이능(이능력)
진심으로 마음 속 깊은 곳에서 강하게 “바라는 것”으로 세계의 주인에게 “바람이 이루어지는” 형태로 발현되는 힘. 대표적으로는 함프니의 불노불사나 울라의 살계 등이 있다.
이 세계에는 “진심이 담긴 바람”은 이루어진다고 여겨지고 있으며, 이를 뒤집어 얘기하면 이루어지지 않은 “바람”은 진심이 아니라는 뜻이 된다.

### 원작
이리에 키미히토, 후지미 판타지아 문고(후지미 쇼보)
1. 신이 없는 일요일 2010년 1월 25일 초판, ISBN 978-4-8291-3477-1
2. 신이 없는 일요일 II 2010년 5월 25일 초판, ISBN 978-4-8291-3521-1
3. 신이 없는 일요일 III 2010년 10월 25일 초판, ISBN 978-4-8291-3579-2
4. 신이 없는 일요일 IV 2011년 2월 25일 초판, ISBN 978-4-8291-3612-6
5. 신이 없는 일요일 V 2011년 6월 25일 초판, ISBN 978-4-8291-3649-2
6. 신이 없는 일요일 VI 2011년 11월 19일 초판, ISBN 978-4-8291-3699-7
7. 신이 없는 일요일 VII 2012년 4월 20일 초판, ISBN 978-4-8291-3738-3
8. 신이 없는 일요일 VIII 2013년 7월 20일 초판, ISBN 978-4-8291-3912-7

문고판・카도카와 문고, 일러스트:isuZu
1. 신이 없는 일요일 묘지기 소녀(2013년 5월 25일, ISBN 978-4-04-100841-6)
2. 신이 없는 일요일 II 죽은 자의 나라(2013년 5월 25일, ISBN 978-4-04-100842-3)
3. 신이 없는 일요일 III 산 자의 학원(2013년 7월 25일 예정, ISBN 978-4-04-100916-1)

### 만화
작화 ：아바라 헤이키, 드래건 코믹스 에이지(후지미 쇼보)
1. 2011년 6월 9일 초판, ISBN 978-4-04-712728-9
2. 2012년 4월 9일 초판, ISBN 978-4-04-712779-1
3. 2012년 11월 8일 초판, ISBN 978-4-04-712837-8
4. 2013년 8월 9일 초판 예정, ISBN 978-4-04-712888-0

## TV 애니메이션
2013년 7월부터 방송 중이다.
감독은 쿠마자와 유우지이며 캐릭터 디자인은 미야마에 신이치, 음향감독은 모토야마 사토시, 그리고 애니메이션 제작은 매드하우스가 담당하고 있다. 2012년에 방송되었던 오다노부나노 야보우의 메인 스태프들이 함께하고 있다.

### 스태프
- 원작 - 이리에 키미히토(후지미 판타지아 문고 후지미 쇼보 발간)
- 원작 일러스트 - 시노
- 감독 - 쿠마자와 유우지
- 시리즈 구성 - 콘바루 토모코
- 캐릭터 디자인 & 총작화감독 - 미야마에 신이치
- 프로프디자인 - 나카노 료코
- 미술설정 - 카네히라 카즈시게
- 미술감독 - 시미즈 쥰코
- 색체설계 - 오오노 하루에
- 3D감독 - 유부타 슈헤이
- 촬영감독 - 카와시타 히로키
- 편집 - 키무라 카시코
- 음향감독 - 모토야마 사토시
- 음악 - 히로미 미즈타니
- 음악제작 - STAR CHILD 레코드
- 프로듀서 - 나카노 마유미, 야마나카 타카히로
- 애니메이션 프로듀서 - 하시모토 겐타로
- 애니메이션 제작 - 매드하우스
- 제작 – 카미나이(神ない) 제작 위원회

### 주제가
오프닝 테마「Birth」
작사, 작곡 - 야마구치 아키히코 / 편곡 - 에이지 카와이 / 노래 - 키타무라 에리
엔딩 테마「끝나지 않는 멜로디를 부르기 시작했습니다」
작사, 작곡, 편곡 - 나카무라 히로시 / 노래 - 코마츠 미카코

### 각화 리스트
| 화          | 서브 타이틀          |
| ----------- | -------------------- |
| 제 1화      | 죽음의 계곡I         |
| 제 2화      | 죽음의 계곡II        |
| 제 3화      | 죽음의 계곡III       |
| 제 4화      | 오르타스I            |
| 제 5화      | 오르타스II           |
| 제 6화      | 오르타스IIl          |
| 제 7화      | 고라 학원I           |
| 제 8화      | 고라 학원II          |
| 제 9화      | 묘지기가 태어난 장소 |
| 제 10화     | 3학년 4반I           |
| 제 11화     | 3학년 4반II          |
| 제 12화(完) | 3학년 4반III         |

### 일본 방송국
| 방송지역   | 방송국                              | 방송기간          | 방송일시             | 방송계열              | 비고        |
| ---------- | ----------------------------------- | ----------------- | -------------------- | --------------------- | ----------- |
| 도쿄도     | 도쿄 메트로폴리탄 텔레비전          | 2013년 7월 6일 -  | 토요일 25:30 - 26:00 | 전국 독립 방송 협의회 |             |
| 사이타마현 | TV 사이타마                         | 2013년 7월 7일 -  | 일요일 25:00 - 25:30 | 전국 독립 방송 협의회 |             |
| 지바현     | 지바 TV                             | 2013년 7월 7일 -  | 일요일 25:00 - 25:30 | 전국 독립 방송 협의회 |             |
| 가나가와현 | TV 가나가와                         | 2013년 7월 7일 -  | 일요일 25:00 - 25:30 | 전국 독립 방송 협의회 |             |
| 효고현     | 선 TV                               | 2013년 7월 8일 -  | 월요일 24:30 - 25:00 | 전국 독립 방송 협의회 |             |
| 교토부     | 교토 방송                           | 2013년 7월 8일 -  | 월요일 25:00 - 25:30 | 전국 독립 방송 협의회 |             |
| 전국 방송  | AT-X                                | 2013년 7월 9일 -  | 화요일 20:00 - 20:30 | CS 방송               | 재방송 있음 |
| 아이치현   | TV 아이치                           | 2013년 7월 9일 -  | 화요일 27:05 - 27:35 | TXN(TV 도쿄계열)      |             |
| 일본 전국  | NTT 도코모 애니메이션 스토어(d마켓) | 2013년 7월 10일 - | 수요일 12:00 갱신    | 인터넷 텔레비전       | [ 주 2 ]    |
| 일본 전국  | 니코니코 생방송                     | 2013년 7월 10일 - | 수요일 23:00 - 23:30 | 인터넷 텔레비전       | [ 주 3 ]    |
| 일본 전국  | BS11                                | 2013년 7월 12일 - | 금요일 23:00 - 23:30 | BS방송                | ANIME+      |
| 일본 전국  | 반다이 채널                         | 2013년 7월 26일 - | 금요일 12:00 갱신    | 인터넷 텔레비전       |             |
| 일본 전국  | 니코니코 채널                       | 2013년 7월 26일 - | 금요일 12:00 갱신    | 인터넷 텔레비전       |             |

### 블루레이 디스크/DVD
| 권 | 발매일                | 수록화            | 수록화            | 규격 물품 번호 | 규격 물품 번호 |
| 권 | 발매일                | BD                | DVD               | BD             | DVD            |
| -- | --------------------- | ----------------- | ----------------- | -------------- | -------------- |
| 1  | 2013년 9월 25일 예정  | 제 1화 – 제 3화   | 제 1화 – 제 2화   | KIXA-90357     | KIBA-2047      |
| 2  | 2013년 10월 23일 예정 | 제 4화 – 제 6화   | 제 3화 – 제 4화   | KIXA-90358     | KIBA-2048      |
| 3  | 2013년 11월 27일 예정 | 제 7화 – 제 9화   | 제 5화 – 제 6화   | KIXA-90359     | KIBA-2049      |
| 4  | 2013년 12월 25일 예정 | 제 10화 – 제 11화 | 제 7화 – 제 8화   | KIXA-90360     | KIBA-2050      |
| 5  | 2014년 1월 22일 예정  | 제 12화 – 제 13화 | 제 9화 – 제 10화  | KIXA-90361     | KIBA-2051      |
| 6  | 2014년 2월 26일 예정  | -                 | 제 11화 – 제 13화 | -              | KIBA-2052      |

### Web 라디오
《신이 없는(神ない) 라디오 사유리(紗友里)와 아이(亜衣)의 일요일》이라는 타이틀로 2013년 6월 30일부터 히비키 라디오 스테이션을 통해 방송 중. 매주 일요일 갱신된다. 출연자는 볼라스 파렌(Volrath Fahren) 역의 하라 사유리와 미미에타 게덴버그(Mimieta Gedenburg) 및, 메메포 게덴버그(Memepo Gedenburg) 역의 카쿠마 아이.